# Paraplesiops bleekeri
Paraplesiops bleekeri är en fiskart som först beskrevs av Günther, 1861.  Paraplesiops bleekeri ingår i släktet Paraplesiops och familjen Plesiopidae. Inga underarter finns listade i Catalogue of Life.